# 野中絵美
野中 絵美（のなか えみ、1984年8月21日  - ）は、北海道苫小牧市出身の女子アイスホッケー選手である。加森観光ベアーズ所属。ポジションはディフェンス。右利き。

## 来歴
小学2年でアイスホッケーを始め、苫小牧工業高校在学中の2000年に世界選手権の日本代表に選ばれた。この大会に出場した世界各国の選手のうち最年少の15歳であった。その後も代表メンバーとして世界選手権・五輪予選・アジア大会出場を重ねる。
卒業後、岩倉ベリグリンを経て、六花亭ベアーズ（現加森観光ベアーズ）に所属した。
2003年女子アイスホッケー世界選手権ディビジョンI優勝時のメンバーである。
2004年8月、トリノオリンピック最終予選に向けた代表候補に選ばれている。